# Xian JH-7
Xian JH-7 (Jian Hong-7/Jian - máy bay tiêm kích, hong - máy bay ném bom); Tên ký hiệu của NATO Flounder), cũng còn được biết đến với tên gọi FBC-1 (Fighter/Bomber China-1) Flying Leopard, là một loại máy bay tiêm kích-ném bom hai chỗ, hai động cơ đang phục vụ trong Không lực Hải quân Quân Giải phóng Nhân dân, và có thể cũng hoạt động trong biên chế của Không quân Quân giải phóng Nhân dân Trung Quốc. Những công ty đấu thầu chính sản xuất loại máy bay này là Tập đoàn Công nghiệp máy bay Tây An (Tây Phi) và Viện thiết kế máy bay 602. Đợt máy bay JH-7 đầu tiên được cung cấp cho Không lực Hải quân Quân Giải phóng Nhân dân trong giữa thập niên 1990 để thử nghiệm đánh giá, và phiên bản cải tiến JH-7A bắt đầu hoạt động trong năm 2004.

## Thiết kế và phát triển

JH-7

Vào đầu thập niên 1970, Quân Giải phóng Nhân dân Trung Quốc đưa ra một yêu cầu tới Bộ Hàng không (MoA) để phát triển một máy bay tiêm kích ném bom mới, có thể thay thế cho Harbin H-5 và Nanchang Q-5. Vào năm 1979, dự án bắt đầu với một liên doanh có thể có sự tham gia của các quốc gia khác. Tuy nhiên, Trung Quốc đã đưa ra giá thầu lên đến 2.1 tỷ USD cho toàn bộ dự án và không bao gồm cả việc chuyển giao công nghệ nòng cốt cho phía đối tác nước ngoài. Do các quyết định đo, ý định hình thành liên doanh đã bị phá sản. Vào ngày 19 tháng 4 năm 1983, Đặng Tiểu Bình đã ủy quyền cho các công ty trong nước phát triển JH-7, và việc phát triển đã bắt đầu. Trần Nhất Kiên (陈一坚), trưởng đoàn đại biểu Trung Quốc đã ra nước ngoài và đàm phán với các quốc gia có nền công nghiệp máy bay phát triển. Tuy nhiên, sự phát triển trong nước cũng phải đối mặt với nhiều khó khăn lớn. Thoạt tiên, vì những yêu cầu khác nhau từ Không quân Quân Giải phóng Nhân dân và Không lực Hải quân Quân Giải phóng Nhân dân, đã có tới hai phương án phát triển JH-7. Phiên bản của Không quân Quân Giải phóng Nhân dân Trung Quốc là một máy bay tấn công ném bom xâm nhập sâu trong mọi thời tiết, với chỗ ngồi trong buồng lái kiểu side-by-side (hai phi công ngồi cạnh nhau), trang bị hệ thống đối phó điện từ (ECM), và khả năng quét địa hình tương tự như General Dynamics F-111. Các nhà phân tích phương Tây phân tích thiết kế JH-7 có thể bị ảnh hưởng bởi F-111. Tuy nhiên, phương án này đã bị lãng quên vào đầu thập niên 1980. 
Phiên bản của Không quân Quân Giải phóng Nhân dân là một máy bay tấn công/trinh sát, hai chỗ (ngồi trước và sau) bay trong mọi thời tiết. 6 nguyên mẫu đã được chế tạo vào tháng 12 năm 1988, và một đợt gồm 12 đến 18 chiếc JH-7 đã được chuyển giao cho Không quân Quân Giải phóng Nhân dân vào đầu thập niên 1990 để thử nghiệm đánh giá. Những chiếc JH-7 đầu tiên sử dụng động cơ nhập khẩu Rolls-Royce Spey Mk.202. Sau đó, chúng được thay thế bởi động cơ sản xuất nội địa theo giấy phép chế tạo của Spey Mk.202 có tên gọi ở Trung Quốc là WoShan-9 (WS-9). Lô đầu tiên của JH-7 sử dụng radar đa chức năng Type 243H, với phạm vi cực đại là 175 km-chống tàu và 75 km-chống lại những mục tiêu có kích thước như MiG-21.
JH-7 là mẫu máy bay tiêm kích-ném bom mới nhất và có tỷ lệ nội địa hóa cao của Trung Quốc. Những nhà phê bình đã nhanh chóng chỉ ra những điểm yếu của loại máy bay này, nó chỉ có tốc độ trung bình với động cơ Mk.202/WS-9, và khả năng mang vũ khí chỉ có 6.5 tấn, thấp hơn so với Sukhoi Su-24 và Su-30 (8 tấn), và General Dynamics F-111 (14 tấn). Tuy nhiên, JH-7 là máy bay đơn giản và nhẹ hơn so với máy bay Su-24 hay F-111 cánh cụp cánh xòe, và rẻ hơn rất nhiều so với máy bay tiêm kích đa chức năng Su-30 hiệu năng cao. JH-7 đại biểu cho một khả năng tấn công quan trọng cho Không quân Quân Giải phóng Nhân dân, và khả năng mang vũ khí cho phép nó có thể mang được từ 2 (JH-7) hay 4 (JH-7A) tên lửa sản xuất ở Trung Quốc YJ-82 trong nhiệm vụ tấn công trên biển.
Máy bay đã bắt đầu được nghiên cứu chế tạo nó từ năm 1973 nên đó chính là điểm yếu của loại máy bay này với những vấn nạn về động cơ, điều khiển và vũ khí tấn công chính xác. Loạt JH-7 đầu tiên sử dụng động cơ nội địa WS-9 ra đời giữa thập niên 90 nhưng chất lượng quá kém, bị không quân từ chối tiếp nhận nên chỉ được 50 chiếc là đã ngừng sản xuất để nâng cấp lên JH-7A với động cơ RD-93 của Nga. Tuy vậy, loại máy bay này được đánh giá là có mặt còn không bằng tiêm kích bom cổ lỗ của Nga là Su-24.

## Lịch sử hoạt động
Vào năm 2004, JH-7A cải tiên bắt đầu hoạt động trong Không quân Quân Giải phóng Nhân dân. JH-7A là một phiên bản nâng cấp với radar JL-10A PD, hệ thống fly-by-wire mới, kính chắn một mảnh, thêm các giá treo vũ khí, và khả năng mang được tên lửa chống bức xạ của Nga Kh-31 và bom điều khiển bằng laser. Máy bay hiện nay được sử dụng trong sư đoàn Không quân Quân Giải phóng Nhân dân số 6, số 9 và số 28. Mặc dù có một phiên bản cải tiến quan trọng từ bản chính là JH-7, nhưng tương lai của loại máy bay này vẫn ảm đạm trong quân đội Trung Quốc, khi mà những mẫu máy bay tiêm kích/ném bom hiện đại hơn như Shenyang J-11 và Chengdu J-10 đang được sử dụng cho vai trò tấn công trên biển. Một trung đoàn JH-7 điển hình của Không quân Quân Giải phóng Nhân dân có từ 18 đến 20 máy bay, ít hơn so với các trung đoàn không quân khác của Không quân Quân Giải phóng Nhân dân Trung Quốc (từ 24 đến 28 máy bay).

## Tai nạn
Hiện có hai vụ tai nạn của loại máy bay này được biết tới do xảy ra ở tại triển lãm hàng không:
- Ngày 19 tháng 7 năm 2009, một chiếc JH-7 đã bị rơi khi đang bay biểu diễn trong một cuộc triển lãm hàng không tại Trung Quốc khiến hai phi công thiệt mạng do không nhảy được ra ngoài[4].
- Ngày 14 tháng 10 năm 2011, một chiếc JH-7A cũng đã bị rơi khi đang bay biểu diễn trong một cuộc triển lãm hàng không tại Trung Quốc. Một phi công thiệt mạng, phi công còn lại nhảy được ra ngoài an toàn[4][5].

## Quốc gia sử dụng
Trung Quốc

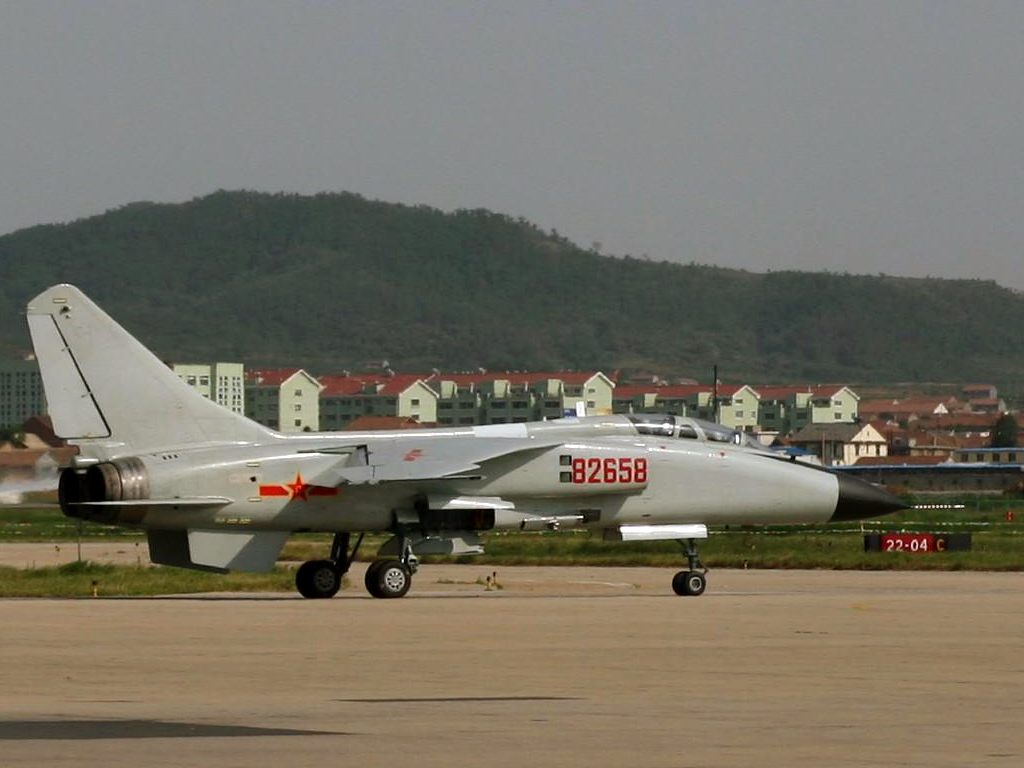
JH-7A

- Không lực Hải quân Quân giải phóng Nhân dân có 3 trung đoàn (tính đến tháng 11 năm 2005) trang bị JH-7:[6]
  - Hạm đội Đông Hải, sư đoàn số 6 Không lực Hải quân Quân Giải phóng Nhân dân [7]
    - Trung đoàn số 16 đặt căn cứ tại Shanghai  Dachang Naval Air Station (JH-7)
    - Trung đoàn số 17 đặt căn cứ tại Yiwu (Yiwi) Airbase, Triết Giang (JH-7)

  - Hạm đội Nam Hải, sư đoàn số 9 Không lực Hải quân Quân Giải phóng Nhân dân [8]
    - Trung đoàn số 27 đặt căn cứ tại Căn cứ không lực hải quân Ledong, Đảo Hải Nam (JH-7A)
- Không quân Quân giải phóng Nhân dân có 1 trung đoàn (tính đến tháng 5 năm 2006) sử dụng JH-7A. Chúng được sử dụng trong vai trò tấn công mặt đất (gồm 19 chiếc) hơn là được dùng để chống tàu.
  - Quân khu Nam Kinh, sư đoàn 28 Không quân Quân Giải phóng Nhân dân Trung Quốc [9]
    - Một trung đoàn chưa biết phiên hiệu đặt căn cứ tại Hangzhou Jianquiao Airbase, Chiết Giang (JH-7A)

## Thông số kỹ thuật (JH-7)
Nguồn AVIC I

### Đặc điểm riêng
- Phi đoàn: 2
- Chiều dài: 22.32 m (73 ft 2 in)
- Sải cánh: 12.7 m (41 ft 7 in)
- Chiều cao: 6.57 m (21 ft 6 in)
- Diện tích cánh: m² (ft²)
- Trọng lượng rỗng: 14.500 kg [7] (31.900 lb)
- Trọng lượng cất cánh: kg (lb)
- Trọng lượng cất cánh tối đa: 28.475 kg (62.720 lb)
- Động cơ: 2× Xian WS9, lực đẩy 54 kN (12.140 lbf), đốt nhiên liệu lần hai là 91.2 kN (20.500 lbf) mỗi chiếc

### Hiệu suất bay
- Vận tốc cực đại: Mach 1.69 (1.808 km/h, 1.122 mph) trên độ cao 11.000 m (36.000 ft)
- Tốc độ tuần tra: 903 km/h (488 knots, 561 mph)
- Tầm bay: 3.650 km (1.970 nm, 2.270 mi)
- Bán kính chiến đấu: 1.650 km (890 nm, 1.025 mi)
- Trần bay: 15.500 m (50.850 ft)
- Vận tốc lên cao: n/a
- Lực nâng của cánh: n/a
- Lực đẩy/trọng lượng: n/a

### Vũ khí
- Mang được 6.500 kg (14.500 lb) vũ khí
- Súng: 1× pháo tự động hai nòng 23 mm (0.906 in) GSh-23L, 300 viên đạn
- Tên lửa:
  - Tên lửa không đối không:PL-5[10]
  - Tên lửa chống tàu: Yingji-8K[11] và Yingji-82K (AShM)[12]
  - Tên lửa chống bức xạ: Yingji-91[13]
- Bom: rơi tự do và điều khiển bằng laser.

## Nội dung liên quan

### Máy bay có tính năng tương đương
- BAC TSR-2
- General Dynamics F-111
- Panavia Tornado
- Sukhoi Su-24

### Danh sách tiếp theo
- H-5 - H-6 - JH-7 - H-8